# Бигора
Бигора е малко познат и посещаван водопад във Врачанския балкан, разположен по поречието на река Златица. Той е единственият водопад в Стара планина, чиято ширина е по-голяма от височината му. Водите му се разливат на няколко ръкава на широчина от 10 метра, а водният пад е едва 7 метра.
В непосредствена близост, от дясната страна на водопада се намира неголяма пещера, дом на непостоянен карстов извор.

## Местонахождение
До водопада може да се достигне най-лесно от село Зверино. Разстоянието е около 6 km, като почти до него може да се достигне и с по-проходим автомобил, преминавайки през десетина брода. Пешеходният маршрут е сравнително лек, добре маркиран (бяло-червено-бяло), движи се в началото от лявата страна на реката, а след преминаване по мостче върви от дясната ѝ страна до достигане на водопада.